# Benjamin Peirce
Pour les articles homonymes, voir Peirce.
Benjamin Peirce, né le 4 avril 1809 et mort le 6 octobre 1880, est un logicien et mathématicien américain. Il fut professeur de mathématiques et physique à Harvard. Père du philosophe qui a fondé le pragmatisme (Charles Sanders Peirce), il peut être considéré comme le premier mathématicien américain ayant acquis une réputation véritablement internationale. Il approuvait l'esclavage dans la mesure où il permettait à une élite de s'adonner aux sciences en se dégageant des contraintes du travail manuel.

## Travaux
En théorie des nombres, il a démontré qu'aucun nombre parfait impair n'a moins de quatre facteurs premiers. En algèbre, il a accompli une œuvre pionnière dans l'étude de l'algèbre associative, où il a introduit les termes d'élément idempotent et nilpotent (1870), et posé le principe de la  décomposition de Peirce.
En épistémologie, il a défini les mathématiques comme « la science des conséquences nécessaires », reprise par son fils, Charles Sanders Peirce, comme fondement du pragmatisme. Comme George Boole, et à l'opposé du Logicisme d'un Gottlob Frege et d'un Bertrand Russell, Peirce pensait que les mathématiques permettaient d'étudier la logique. Ce point de vue sera, là encore, poursuivi par Charles Peirce, qui relevait que la logique comprend aussi l'étude des paralogismes.
Peirce a formulé un principe de détection des anomalies, c'est-à-dire des observations qui, par leur caractère extrême, nécessitent un traitement statistique particulier : le critère de Peirce. Il a été expert judiciaire dans l'Affaire Howland, (1868), un procès en contrefaçon où une analyse statistique des traits communs entre deux spécimens de signature le conduisait à déclarer hautement improbable l'authenticité du testament présenté par la plaideuse, Hetty Green,,.